# العقد الصدرية
العقد الصدرية هي عقد حول الفقرات. يحتوي الجزء الصدري من الجذع الودي عادةً على 12 عقدة صدرية. تنبثق من هذه العقد الأعصاب الحشوية الصدرية (الأعصاب القلبية الرئوية، والأعصاب الكبرى، والأصغر، والأصغر حشوية) تُساعد على توفير التغذية العصبية الودية للهياكل الصدرية والبطنية. يقع الجزء الصدري من الجذع الودي خلف غشاء الجنب الضلعي الفقري، وبالتالي فهو ليس جزءًا من المنصف الخلفي.
وتحتوي عقد الجذع الودي الصدري على فروع بيضاء ورمادية متصلة. تحمل الفروع البيضاء المتصلة الألياف الودية الناشئة من الحبل الشوكي إلى الجذع الودي، بينما تحمل الفروع الرمادية المتصلة الألياف العصبية ما بعد العقدية للجهاز العصبي الودي إلى الأعصاب الشوكية.

## صور إضافية

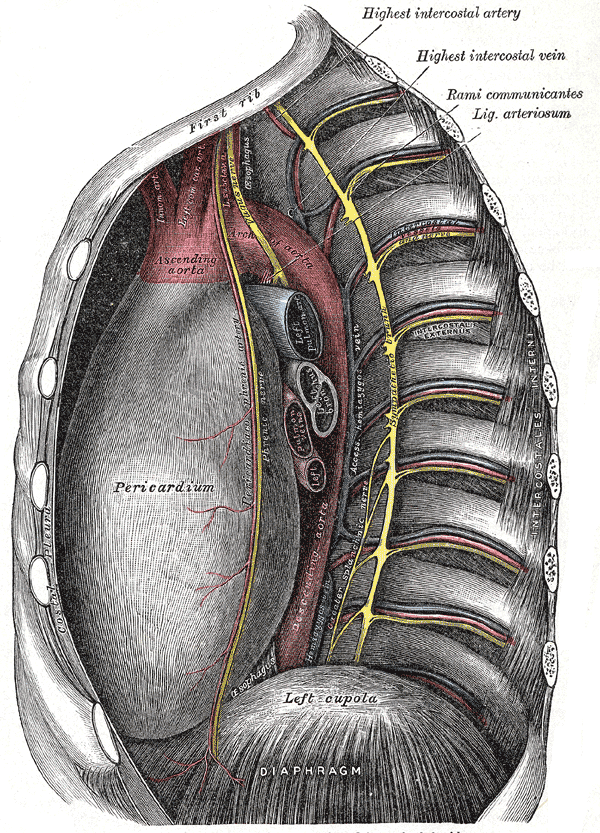
الشريان الأورطي الصدري، كما يظهر من الجانب الأيسر.
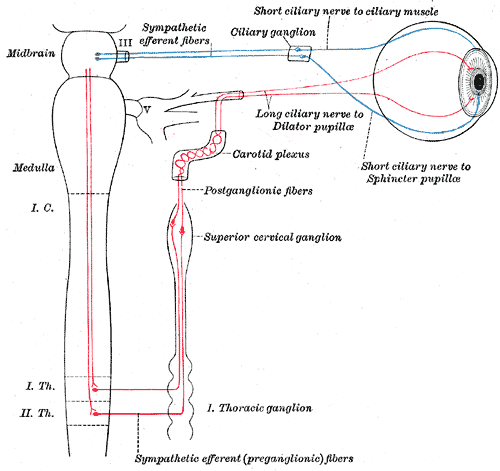
الاتصالات الودية بين العقد الهدبية والعقد العنقية العلوية.

1. ↑  نموذج تأسيسي في التشريح، QID:Q1406710